# Parabolă (retorică)
Parabola este o narațiune scurtă care ilustrează unul sau mai multe principii instructive sau normative. Ea se deosebește de fabulă prin aceea că fabula utilizează ca personaje animale, plante sau obiecte neînsuflețite, pe când parabola prezintă în general personaje umane.